# Érinacine

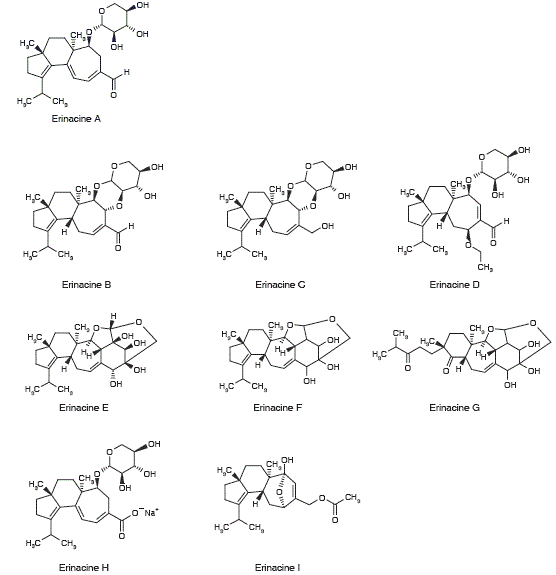
Structure des érinacines A à I.

Les érinacines sont des substances naturelles isolées du champignon Hericium erinaceus (hydne hérisson). Dénommées érinacines A à K, P et Q, elles appartiennent à un groupe de diterpénoïdes dits cyathines et font l'objet de recherches pharmacologiques.

## Érinacine A
L'érinacine A, isolée du mycélium cultivé d’Hericium erinaceus, principal représentant de cette famille de composés, présente in vitro un effet stimulant sur la synthèse du facteur de croissance nerveuse (NGF). Les héricénones (en) et les érinacines ont été isolées respectivement du sporophore et du mycélium de H. erinaceus. La plupart de ces composés favorisent la biosynthèse du NGF dans les astrocytes cultivés de rongeurs ; parmi eux, seule l'érinacine A a des effets pharmacologiques confirmées sur le système nerveux central chez le rat.
L'érinacine A a également été obtenue par synthèse totale.

## Érinacine E
L'érinacine E est un agoniste des récepteurs opioïdes κ (en).